# George Daniels
George Daniels (19. srpna 1926 Londýn – 21. října 2011 Man) byl britský hodinář, vynálezce a spisovatel horologických knih.
Od mládí se zajímal o mechanické hodinky, v roce 1947 odešel z armády a začal se věnovat drobným opravám a v roce 1960 si otevřel samostatný obchod s opravou a čištěním hodinek. Postupně ovládl schopnost konstruovat hodinky včetně strojku – i složité komplikace – a pouzdra (první hodinky vytvořil roku 1969). Jeho dílo je ceněno i po smrti, v roce 2019 byly prodány jeho kapesní hodinky Space Traveller I z roku 1982 na aukci za 4,3 milionů USD. Úspěšný se stal Danielsem navržený hodinový krok později nazývaný koaxiální, který zkonstruoval roku 1974. Kvůli dobrým vlastnostem našel uplatnění i v masové výrobě mechanických hodinek, zejména ho využívá společnost Omega.

## Bibliografie

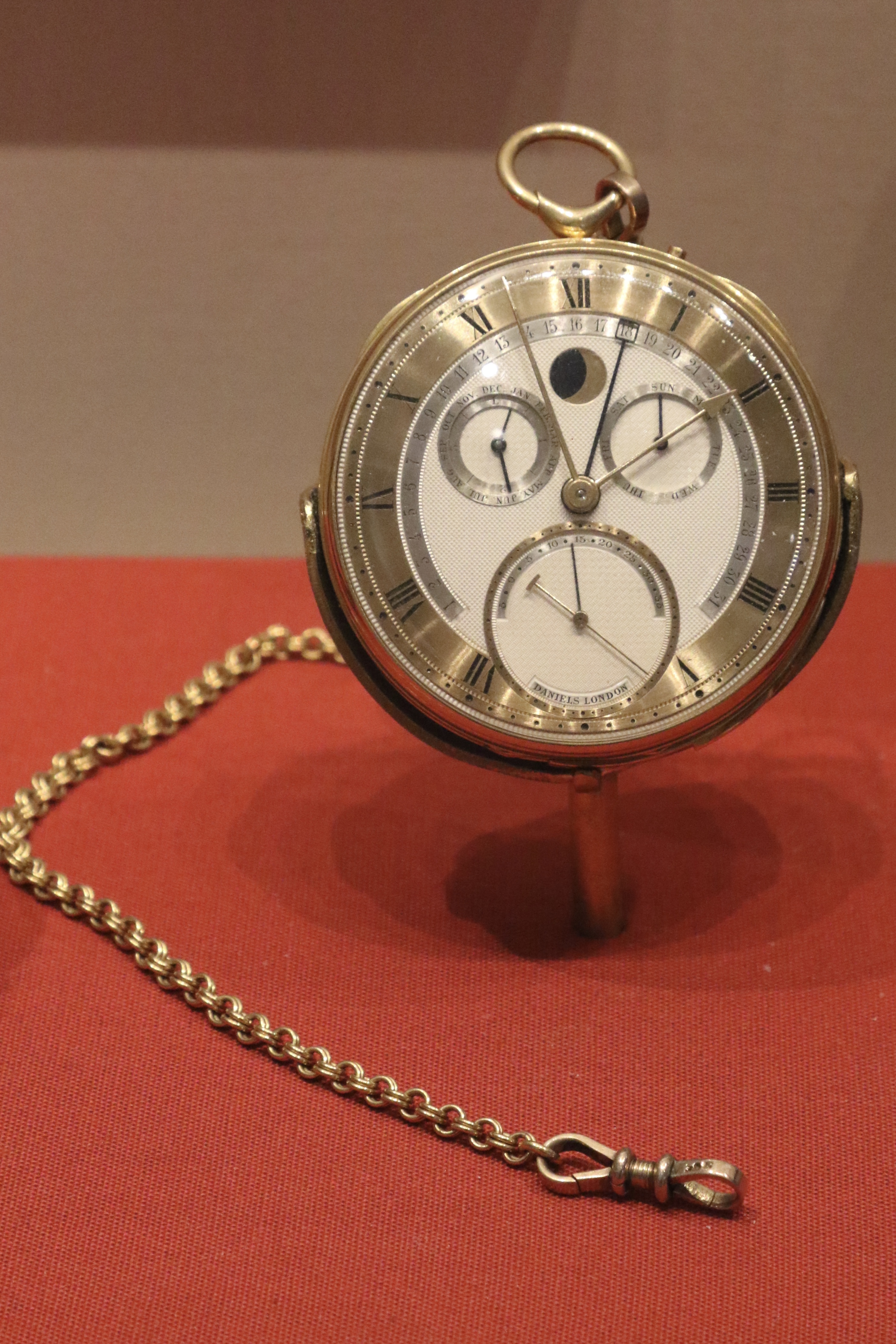
Kapesní hodinky s Danielsovým značením (Daniels London) Grande Complication